# Politikens filmjournal 074
|  | Denne artikel er oprettet af botten Steenthbot ud fra en ekstern database. Den kan derfor have sproglige fejl eller mangler. Denne skabelon kan fjernes efter kontrol af indholdet. |

Politikens filmjournal 074 er en dansk ugerevy fra 1951.

## Handling
1) Haderslev Domkirke genindvies. Kongeparret besøger for første gang byen og bydes velkommen af biskop Noack og domprovst Flensmark. Præsteprocession gennem byen.

2) USA: Præsident Truman taler om forsvarspolitik til Kongressen - freden er vigtig, men frihed og retfærdighed er vigtigere.

3) Indokina: Fransk offensiv indledes.

4) Bobslædekørsel i Garmisch-Partenkirchen. Den svenske kælk forulykker og formanden for den svenske bobslædeklub bliver slynget ud og dræbt.

5) Tyskland: Hattemode - raffinerede pariserhatte præsenteres i Køln.

6) Morten Korch fylder 75 år og hyldes af skuespillere og filmbranchen, bl.a. Ib Schønberg og Alice O'Fredericks.

7) USA: Steeplechase i speedbåde i Florida.

## Medvirkende
- Kong Frederik IX
- Dronning Ingrid
- Morten Korch
- Ib Schønberg
- Sigrid Horne-Rasmussen
- Alice O'Fredericks